# Hrabstwo Wilson (Tennessee)
Hrabstwo Wilson (ang. Wilson County) – hrabstwo w stanie Tennessee w Stanach Zjednoczonych. Obszar całkowity hrabstwa obejmuje powierzchnię 583,2 mil² (1510,48 km²). Według szacunków United States Census Bureau w roku 2009 miało 112 377 mieszkańców.
Hrabstwo powstało w 1799 roku. 

## Miasta
- Lebanon
- Mount Juliet
- Watertown[4]

## CDP
- Green Hill
- Rural Hill[4]

| Populacja hrabstwa w poprzednich latach | Populacja hrabstwa w poprzednich latach |
| Rok                                     | Liczba ludności                         |
| --------------------------------------- | --------------------------------------- |
| 1980                                    | 54 089                                  |
| 1990                                    | 67 675                                  |
| 2000                                    | 88 809                                  |
| 2005                                    | 100 508                                 |